# Lotte Kopecky
Lotte Kopecky (Rumst, 10 de noviembre de 1995) es una deportista belga que compite en ciclismo en las modalidades de pista, ruta y grava; dos veces campeona mundial en ruta y seis veces campeona mundial en pista.
Participó en tres Juegos Olímpicos de Verano, entre los años 2016 y 2024, obteniendo una medalla de bronce en París 2024, en la prueba de ruta, y el cuarto lugar en Tokio 2020, en la misma prueba.
Ganó once medallas en el Campeonato Mundial de Ciclismo en Pista entre los años 2017 y 2024, y nueve medallas en el Campeonato Europeo de Ciclismo en Pista entre los años 2016 y 2024.
En carretera obtuvo tres medallas en el Campeonato Mundial de Ciclismo en Ruta entre los años 2022 y 2024, y dos medallas en el Campeonato Europeo de Ciclismo en Ruta, en los años Campeonato Europeo de Ciclismo en Ruta y 2024. Además, ganó el Simac Ladies Tour (2023), la París-Roubaix (2024)
dos veces el Tour de Flandes (2022 y 2023) y dos veces la Strade Bianche (2022 y 2024)., siendo segunda en el Giro de Italia femenino (2024) y Tour de Francia femenino (2023).
Consiguió una medalla de plata en el Campeonato Mundial de Ciclismo en Grava de 2024.

## Medallero internacional
| Campeonato Mundial | Campeonato Mundial       | Campeonato Mundial | Campeonato Mundial |
| Año                | Lugar                    | Medalla            | Competición        |
| ------------------ | ------------------------ | ------------------ | ------------------ |
| 2017               | Hong Kong (China)        | Medalla de oro     | Madison            |
| 2021               | Roubaix (Francia)        | Medalla de oro     | Puntuación         |
| 2021               | Roubaix (Francia)        | Medalla de plata   | Eliminación        |
| 2021               | Roubaix (Francia)        | Medalla de plata   | Ómnium             |
| 2022               | Saint-Quentin (Francia)  | Medalla de oro     | Eliminación        |
| 2022               | Saint-Quentin (Francia)  | Medalla de oro     | Madison            |
| 2023               | Glasgow (Reino Unido)    | Medalla de oro     | Eliminación        |
| 2023               | Glasgow (Reino Unido)    | Medalla de oro     | Puntuación         |
| 2023               | Glasgow (Reino Unido)    | Medalla de bronce  | Ómnium             |
| 2024               | Ballerup (Dinamarca)     | Medalla de plata   | Eliminación        |
| 2024               | Ballerup (Dinamarca)     | Medalla de plata   | Puntuación         |
| Campeonato Europeo |                          |                    |                    |
| Año                | Lugar                    | Medalla            | Competición        |
| 2016               | Saint-Quentin (Francia)  | Medalla de oro     | Madison            |
| 2016               | Saint-Quentin (Francia)  | Medalla de bronce  | Ómnium             |
| 2022               | Múnich (Alemania)        | Medalla de oro     | Eliminación        |
| 2022               | Múnich (Alemania)        | Medalla de oro     | Puntuación         |
| 2023               | Grenchen (Suiza)         | Medalla de oro     | Eliminación        |
| 2023               | Grenchen (Suiza)         | Medalla de bronce  | Ómnium             |
| 2024               | Apeldoorn (Países Bajos) | Medalla de oro     | Puntuación         |
| 2024               | Apeldoorn (Países Bajos) | Medalla de oro     | Eliminación        |
| 2024               | Apeldoorn (Países Bajos) | Medalla de plata   | Madison            |

| Juegos Olímpicos   | Juegos Olímpicos       | Juegos Olímpicos  | Juegos Olímpicos |
| Año                | Lugar                  | Medalla           | Competición      |
| ------------------ | ---------------------- | ----------------- | ---------------- |
| 2024               | París (Francia)        | Medalla de bronce | Ruta             |
| Campeonato Mundial |                        |                   |                  |
| Año                | Lugar                  | Medalla           | Competición      |
| 2022               | Wollongong (Australia) | Medalla de plata  | Ruta             |
| 2023               | Glasgow (Reino Unido)  | Medalla de oro    | Ruta             |
| 2024               | Zúrich (Suiza)         | Medalla de oro    | Ruta             |
| Campeonato Europeo |                        |                   |                  |
| Año                | Lugar                  | Medalla           | Competición      |
| 2023               | Drenthe (Países Bajos) | Medalla de bronce | Ruta             |
| 2024               | Limburgo (Bélgica)     | Medalla de oro    | Contrarreloj     |

| Campeonato Mundial | Campeonato Mundial          | Campeonato Mundial | Campeonato Mundial |
| Año                | Lugar                       | Medalla            | Competición        |
| ------------------ | --------------------------- | ------------------ | ------------------ |
| 2024               | Brabante Flamenco (Bélgica) | Medalla de plata   | Individual         |

## Palmarés
| 2014 - 2.ª en el Campeonato de Bélgica en Ruta 2015 - 2.ª en el Campeonato de Bélgica en Ruta 2016 - Trofeo Maarten Wynants - 2.ª en el Campeonato de Bélgica Contrarreloj - 2.ª en el Campeonato de Bélgica en Ruta 2017 - 2.ª en el Campeonato de Bélgica en Ruta 2018 - 2.ª en el Campeonato de Bélgica Contrarreloj - 1 etapa del Lotto Belgium Tour 2019 - Vuelta a la Comunidad Valenciana féminas - Campeonato de Bélgica Contrarreloj - MerXem Classic 2020 - Campeonato de Bélgica Contrarreloj - 1 etapa del Giro de Italia Femenino - Campeonato de Bélgica en Ruta 2021 - Le Samyn femenina - 1 etapa del Tour de Turingia femenino - Campeonato de Bélgica Contrarreloj - Campeonato de Bélgica en Ruta - Lotto Belgium Tour, más 1 etapa - 1 etapa de la Ceratizit Challenge by La Vuelta - 1 etapa del Trophée des Grimpeuses 2022 - Strade Bianche - Tour de Flandes - 1 etapa de la Vuelta a Burgos Féminas - Campeonato de Bélgica Contrarreloj - 2.ª en el Campeonato Mundial en Ruta | 2023 - Omloop Het Nieuwsblad - Nokere Koerse - Tour de Flandes - Veenendaal Veenendaal Classic - Tour de Turingia femenino, más 1 etapa - Dwars door het Hageland - Campeonato de Bélgica Contrarreloj - Campeonato de Bélgica en Ruta - 2.ª en el Tour de Francia Femenino, más 1 etapa y clasificación por puntos - Campeonato Mundial en Ruta - Simac Ladies Tour, más 2 etapas - 3.ª en el Campeonato Europeo en Ruta 2024 - UAE Tour, más 1 etapa - Strade Bianche - Nokere Koerse - París-Roubaix - Vuelta a Gran Bretaña, más 2 etapas - Campeonato de Bélgica Contrarreloj - Campeonato de Bélgica en Ruta - 2.ª en el Giro de Italia Femenino, más 1 etapa y clasificación por puntos - 3.ª en los Juegos Olímpicos en Ruta - Tour de Romandía - Campeonato Europeo Contrarreloj - Campeonato Mundial en Ruta - Simac Ladies Tour, más 1 etapa - UCI WorldTour Femenino 2025 - Tour de Flandes - Campeonato de Bélgica Contrarreloj |